# Steven Caulker
Steven Roy Caulker (ur. 29 grudnia 1991 w Londynie) – angielsko-sierraleoński piłkarz występujący na pozycji obrońcy w tureckim klubie Alanyaspor. Jednokrotny reprezentant Anglii, reprezentant Sierra Leone.

## Kariera
Caulker jest wychowankiem Tottenhamu Hotspur. Sezon 2009/10 spędził na wypożyczeniu w zespole League One, Yeovil Town. Jego występy podczas tego wypożyczenia sprawiły, że został powołany do reprezentacji Anglii U-19 z którą doszedł do półfinału Mistrzostw Europy. W sezonie 2010/11 grał na wypożyczeniu w Bristol City, w Championship. Wystąpił 30 razy i zainteresował się nim trener reprezentacji U-21. W sezonie 2011/12 został wypożyczony do beniaminka Premier League, Swansea City. Caulker wywarł dobre wrażenie, zagrał 26 spotkań i pomógł drużynie w utrzymaniu. 31 lipca 2013 roku przeniósł się do Cardiff City, z którym podpisał 4-letni kontrakt. W 2014 roku przeszedł do Queens Park Rangers.
14 listopada 2012 roku zadebiutował w seniorskiej reprezentacji Anglii w wyjazdowym meczu towarzyskim z reprezentacją Szwecji.

## Statystyki
Aktualne na dzień 30 stycznia 2016 r.
| 2009/10            | Tottenham           | Premier League     | 0   | 0  | 0 | 0 | 0 | 0 | — | — | 0   | 0  |
| 2009/10            | Yeovil (wyp.)       | League One         | 44  | 0  | 1 | 0 | 1 | 0 | — | — | 46  | 0  |
| 2010/11            | Tottenham           | Premier League     | 0   | 0  | 0 | 0 | 1 | 0 | 0 | 0 | 1   | 0  |
| 2010/11            | Bristol (wyp.)      | Championship       | 29  | 2  | 1 | 0 | 0 | 0 | — | — | 30  | 2  |
| 2011/12            | Swansea (wyp.)      | Premier League     | 26  | 0  | 0 | 0 | 0 | 0 | — | — | 26  | 0  |
| 2012/13            | Tottenham           | Premier League     | 18  | 2  | 2 | 0 | 2 | 0 | 6 | 0 | 28  | 0  |
| 2013/14            | Cardiff             | Premier League     | 38  | 5  | 1 | 0 | 0 | 0 | — | — | 39  | 5  |
| 2014/15            | Queens Park Rangers | Premier League     | 35  | 1  | 1 | 0 | 0 | 0 | — | — | 36  | 1  |
| 2015/16            | Southampton (wyp.)  | Premier League     | 3   | 0  | 0 | 0 | 2 | 0 | 3 | 0 | 8   | 0  |
| 2015/16            | Liverpool (wyp.)    | Premier League     | 3   | 0  | 1 | 0 | 0 | 0 | 0 | 0 | 4   | 0  |
| Łącznie w karierze | Łącznie w karierze  | Łącznie w karierze | 196 | 10 | 7 | 0 | 6 | 0 | 9 | 0 | 218 | 10 |